# Gustav Mie
Gustav Mie (29. září 1868 Rostock – 13. února 1957 Freiburg im Breisgau) byl německý fyzik. Mezi lety 1902 až 1917 působil jako profesor na univerzitě v Greifswaldu, poté obdržel zaměstnání na univerzitě v Halle. Roku 1924 přešel na univerzitu ve Freiburgu, kde působil až do důchodu.
Zpočátku se zaměřil na teoretickou fyziku, později publikoval také experimentální výsledky. V roce 1908 publikoval průkopnický článek o rozptylu světla. Jeho teoretickým základem je analytické řešení Maxwellových rovnic v prostředí kulových kovových částic; tento jev je dnes nazýván Mieova teorie rozptylu.